# San Giorgio (Arbe)
San Giorgio (in croato Sveti Juraj), chiamato anche isolotto Tonnara (in croato Tunera) o scoglio dei Tonni per la pesca che vi si fa, è un isolotto disabitato della Croazia, che fa parte dell'arcipelago delle isole Quarnerine ed è situato lungo la costa meridionale dell'isola di Arbe.
Amministrativamente appartiene alla città di Arbe, nella regione litoraneo-montana.

## Geografia

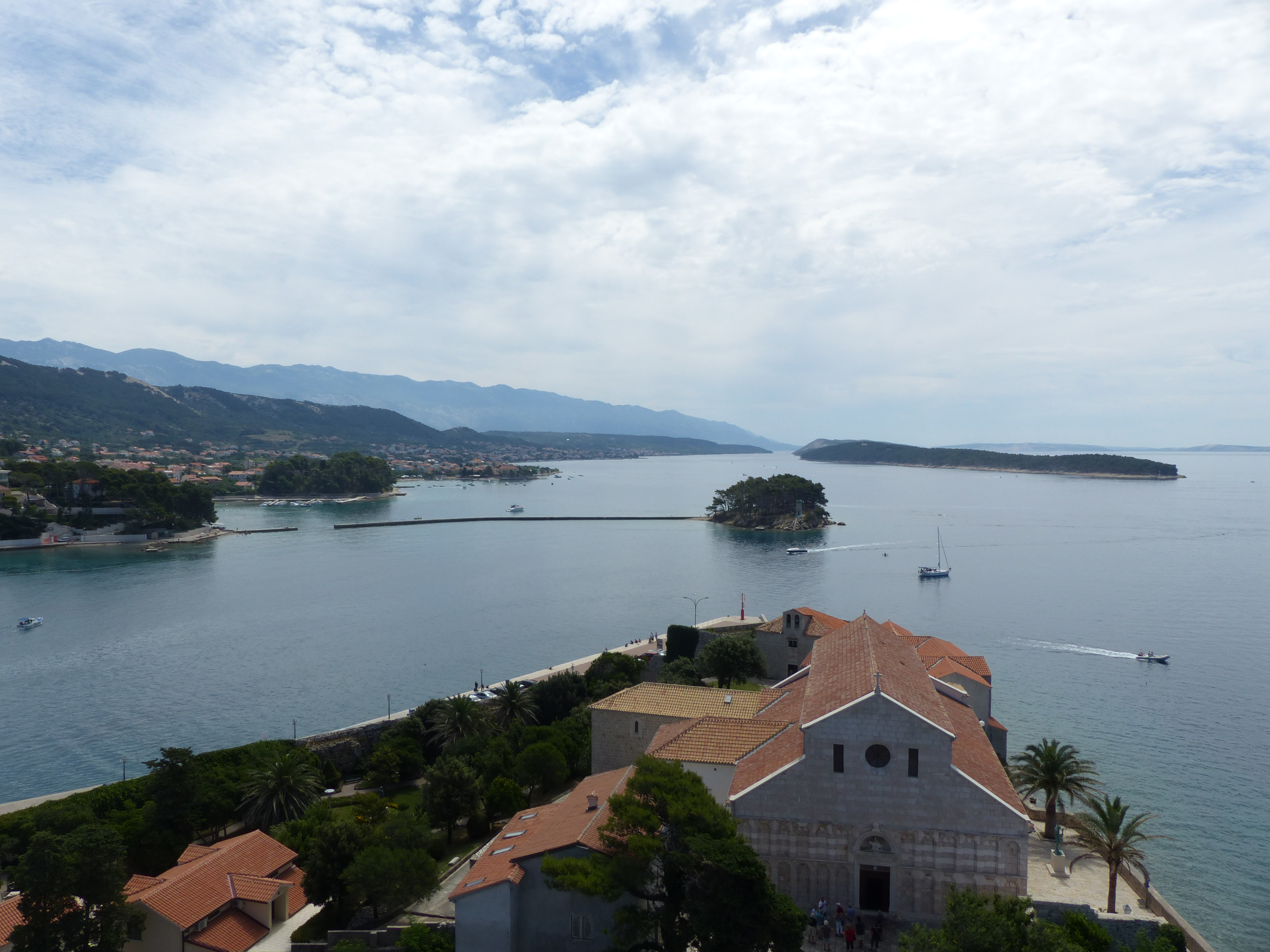
L'isola, con il suo frangiflutti sulla sinistra, vista da Arbe

San Giorgio dista 235 m da Arbe ed è situato all'ingresso di baia Padova I (uvala Padova I) e del porto della città di Arbe (luka Rab) a cui offre una protezione naturale. Oltre alla posizione, dalla sua costa settentrionale parte un lungo frangiflutti che separa le precedenti insenature da baia Padova II (uvala Padova II) e Padova III (uvala Padova III). 840 m a sudest si trova punta Dolin di Tramontana (rt. Donji) sull'isola di Dolin.
San Giorgio è un'isola leggermente allungata, orientata in direzione nordovest-sudest. Misura 190 m di lunghezza e 75 m di larghezza massima. Possiede una superficie di 0,0098 km² e ha uno sviluppo costiero pari a 0,482 km. Nella parte centrale, raggiunge la sua elevazione massima di 12 m s.l.m. All'estremità settentrionale si trova un faro.